# Course de côte des Tatras
La course de côte des Tatras (Wyscig Tatrzanski en polonais) est une compétition automobile polonaise qui a été disputée à cinq reprises consécutives à la mi-août près de l'actuelle Slovaquie dans les Tatras, montagnes qui forment la portion la plus élevée de la chaîne des Carpates (au nord de celle-ci, et où culminent les plus hauts sommets de la Pologne), et qui ont donné leur nom à l'entreprise Tatra (en 1920). Elle a été organisée par le Krakowski Klub Automobilowy (ou KKA).

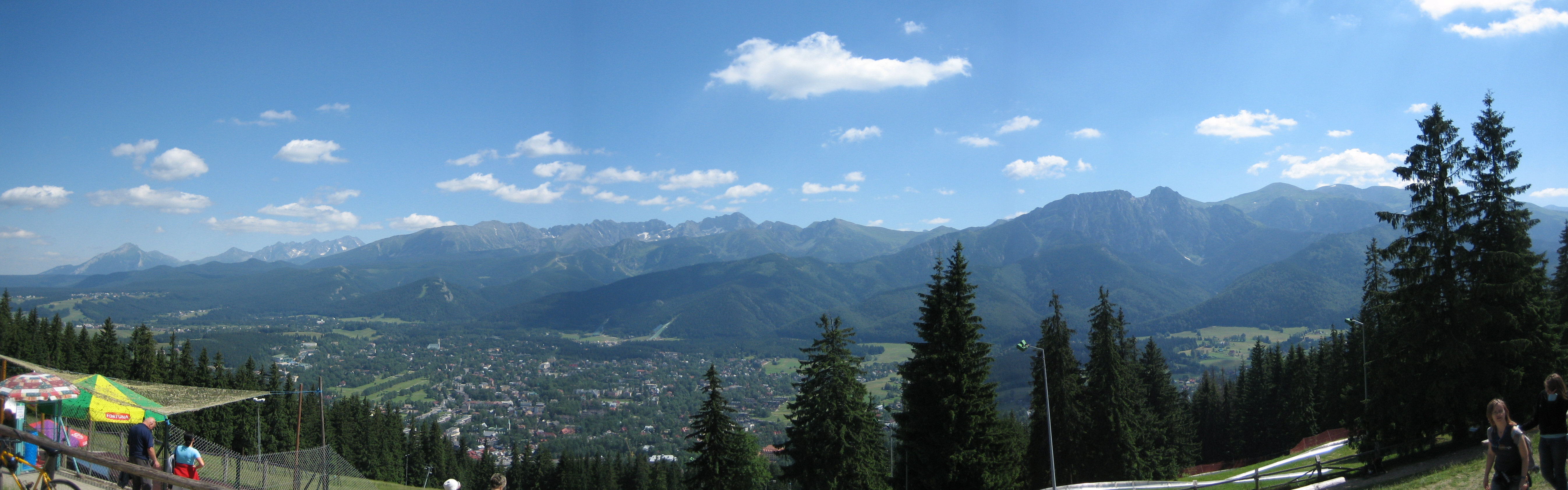
Zakopane, au creux d'une vallée au pied des Hautes Tatras.

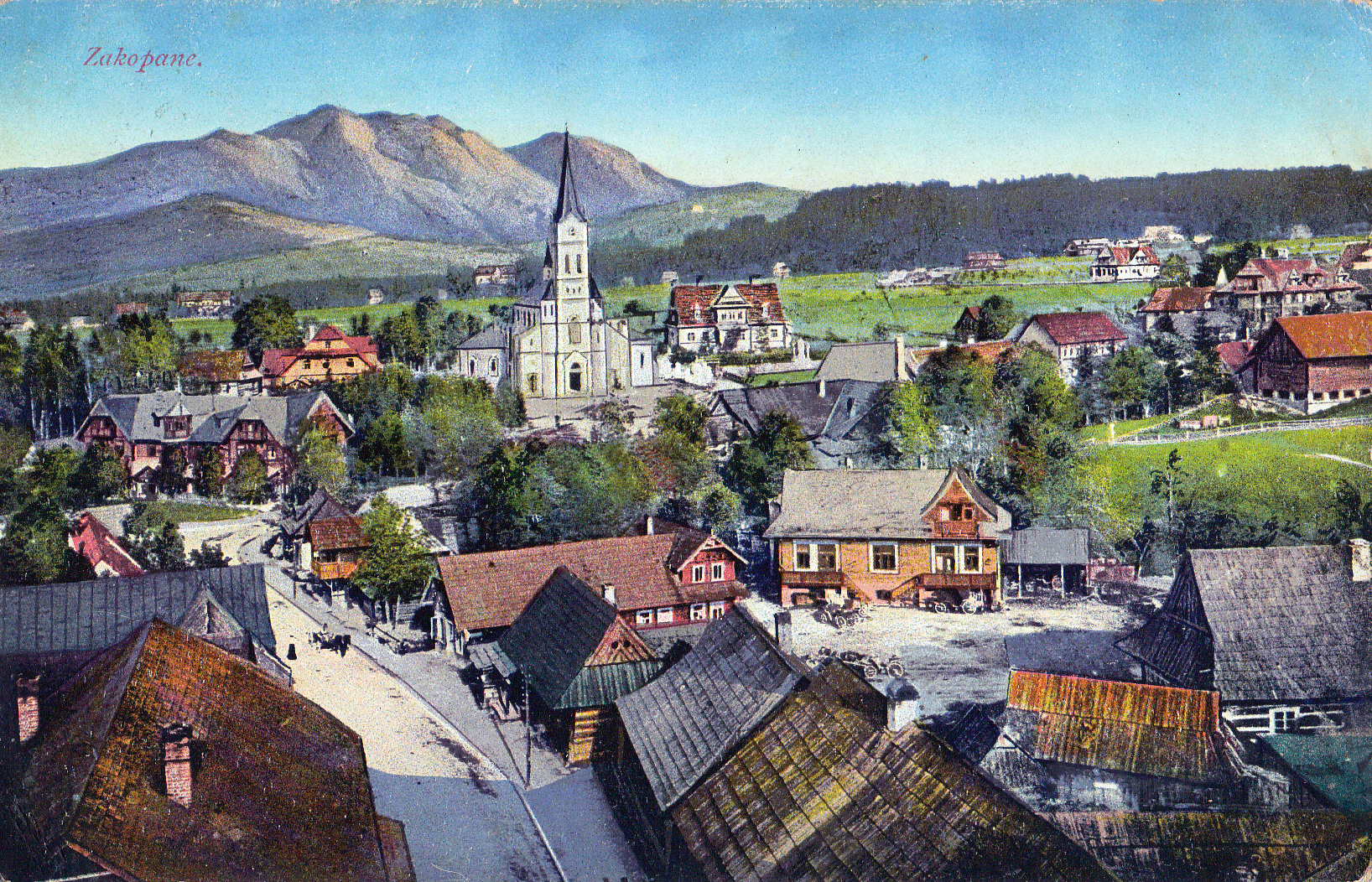
Zakopane, ici lors du premier conflit mondial.

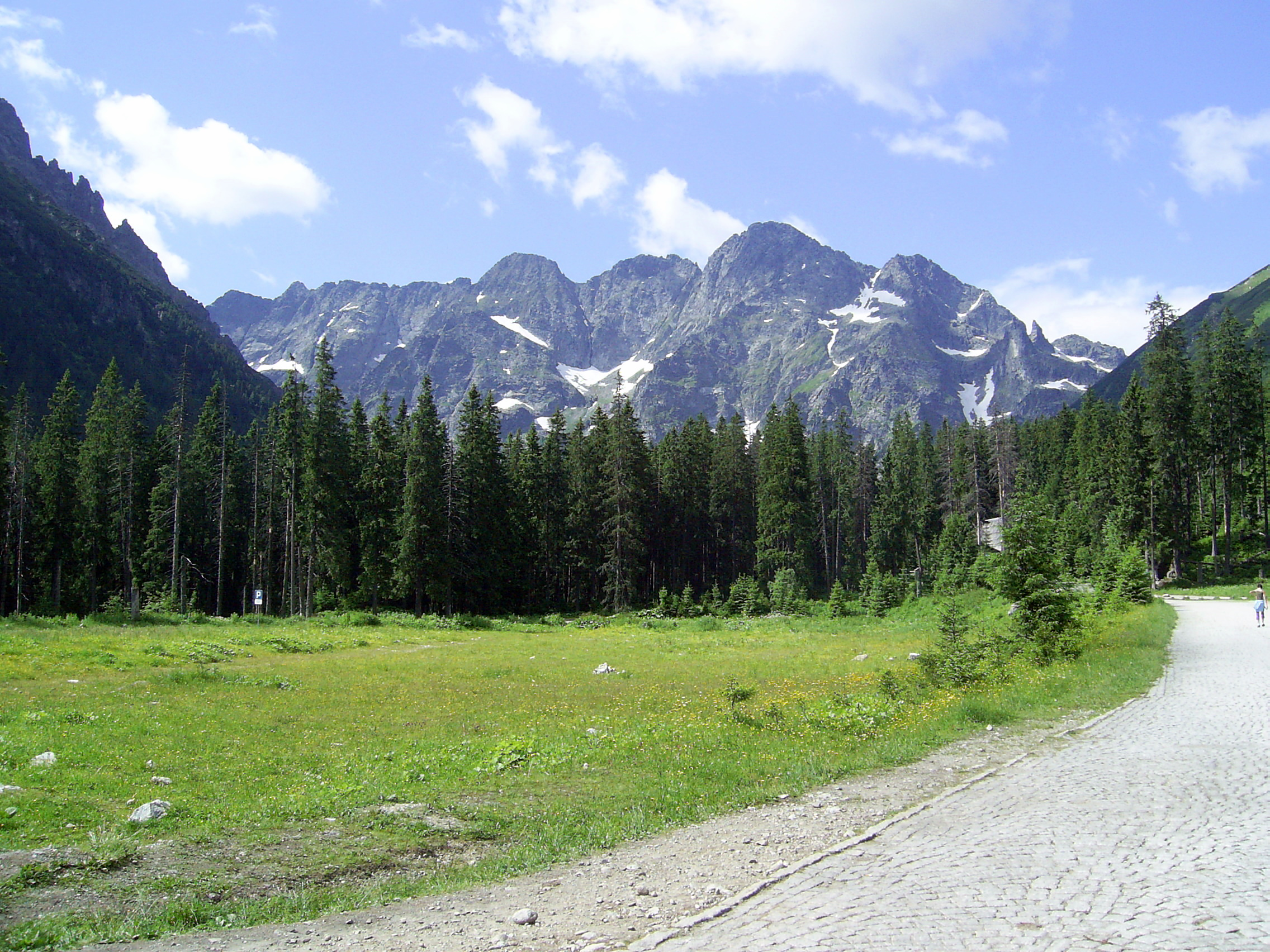
La route actuelle sur la zone de Włosienica.

## Histoire
Longue de 7,5 kilomètres, avec un dénivelé de 368 mètres et une pente moyenne de 4,2 % ainsi qu'un tronçon à 6,2 %, elle se déroula à partir de Zakopane (ville formant l'une des principales stations de sports d'hiver du pays, à près de 100 kilomètres de Cracovie) pour rejoindre le Morskie Oko, un lac situé à une altitude de 1 395 mètres (très exactement du quartier de Lysa Polana à Włosienica).
Elle a été intégrée au Championnat d'Europe de la montagne en 1930 pour sa première édition (vainqueur Hans Stuck), et en 1931 (vainqueur Rudolf Caracciola), avant de disparaître la saison suivante.
Stuck établit le meilleur temps lors de l'édition 1930, en 5 min 23 s 7.

## Palmarès
| Année | Vainqueur         | Voiture                  |
| ----- | ----------------- | ------------------------ |
| 1927  | Henryk Liefeldt   | Austro-Daimler ADM       |
| 1928  | Jan Ripper        | Bugatti T37A             |
| 1929  | Jan Ripper        | Bugatti T37A             |
| 1930  | Hans Stuck        | Austro-Daimler ADR 3.6L. |
| 1931  | Rudolf Caracciola | Mercedes-Benz SSKL       |